# Adrenalize
| Recensione    | Giudizio |
| ------------- | -------- |
| AllMusic      |          |
| Rolling Stone |          |
| Sputnikmusic  |          |

Adrenalize è il quinto album in studio del gruppo musicale britannico Def Leppard, pubblicato il 31 marzo 1992 dalla Mercury Records.
È il primo album pubblicato dal gruppo in seguito alla morte del chitarrista Steve Clark. È stato prodotto da Mike Shipley e dal gruppo stesso, con Robert John "Mutt" Lange come produttore esecutivo. Raggiunse la prima posizione sia della Billboard 200 negli Stati Uniti, che della Official Albums Chart nel Regno Unito.
È inoltre noto per essere stato l'ultimo album pubblicato da un gruppo musicale ai tempi etichettato come hair metal a raccogliere significative vendite multiplatino. Il disco è infatti uscito sul mercato nel bel mezzo dell'esplosione del movimento grunge dei primi anni novanta, che spodestò quasi tutte le band del genere pop metal e degli anni ottanta fuori dalle classifiche. Ironia della sorte, Adrenalize scalzò dal primo posto della Billboard 200 proprio Nevermind dei Nirvana, ritenuto l'album catalizzatore del grunge.

## Antefatti
Alla fine della tournée promozionale di Hysteria, nel mese di ottobre 1988 i Def Leppard promisero alla stampa che il loro prossimo album non avrebbe preso altri quattro anni per essere pubblicato e si misero dunque a lavorare già poche settimane più tardi. Tuttavia, l'alcolismo del chitarrista Steve Clark stava prendendo una svolta per il peggio; mentre durante il tour si era tenuto sempre sobrio sul palco, dietro le quinte la sua condizione stava cominciando a influenzare negativamente il suo lavoro in studio. Inoltre, Robert John "Mutt" Lange non era disponibile a tornare in veste di produttore, in quanto stava lavorando con il cantante canadese Bryan Adams per l'album Waking Up the Neighbours.
Il gruppo decise di autoprodurre l'album. I problemi di Clark non contribuirono a far avanzare il progetto. Alla fine del 1989 il chitarrista venne trovato privo di sensi in una grondaia a Minneapolis (Minnesota). Venne poi immediatamente mandato in riabilitazione e i restanti componenti del gruppo (insieme a Lange) cominciarono a frequentare una terapia di confronto per cercare di convincere il loro amico a sconfiggere le sue dipendenze. In una mossa disperata, al tecnico delle chitarre Malvin Mortimer fu assegnato di controllare Clark 24 ore su 24: secondo Joe Elliott, fu un compito difficile.
Niente di tutto ciò si rivelò fruttuoso, e nell'agosto del 1990 i Def Leppard concessero a Clark un periodo di sei mesi di aspettativa. Nonostante la speranza era che questa pausa lo avrebbe liberato di tutte le sollecitazioni e lo stress procurato dal lavoro, il gruppo sembrava ormai rassegnato al fatto di non poter più far nulla.
L'8 gennaio 1991 Steve Clark venne trovato morto nella sua casa di Londra dalla sua fidanzata Janie Dean. Il rapporto del medico legale rivelò che Clark era morto per un mix accidentale di alcool con antidolorifici e antidepressivi, che portarono alla compressione del suo tronco encefalico. Dopo un breve periodo di incertezza sul futuro dei Def Leppard, questi ultimi decisero di riprendere il lavoro per l'album. L'ex ingegnere di Lange, Mike Shipley, venne assunto come co-produttore, mentre Lange mantenne un ruolo minore tramite telefonate e demo inviate a lui.
La ricerca per il sostituto di Clark non avvenne fino al completamento dell'album, in modo che il gruppo non perdesse ulteriore tempo e potesse procedere rapidamente. Il 31 marzo 1992 venne pubblicato in tutto il mondo Adrenalize. Alcune recensioni furono favorevoli, anche se diversi critici attaccarono l'album per essere stereotipato e troppo simile a Hysteria. Nonostante fosse morto prima della pubblicazione dell'album e non prese parte al processo di registrazione, Clark aveva già co-scritto quasi ogni brano finito poi nell'album.
Ulteriore complicazione per Adrenalize fu il fatto di essere pubblicato nel periodo in cui la musica grunge e il rock alternativo stavano uccidendo l'hair metal. Tuttavia, l'album debuttò comunque alla prima posizione in diverse classifiche, arrivando a vendere oltre 7 milioni di copie in tutto il mondo. Adrenalize è dedicato alla memoria di Steve Clark.
Vivian Campbell, ex chitarrista di Dio e Whitesnake, oltre che amico di lunga data dei Def Leppard, venne presentato come nuovo membro del gruppo nell'aprile del 1992. Campbell apparve in tutti i videoclip promozionali per i singoli dell'album (ad eccezione di Let's Get Rocked), pur non avendo suonato sul disco.
Un'edizione deluxe di Adrenalize, che è stata pubblicata nel 2009, include una versione digitale rimasterizzata dell'album, oltre a un CD bonus contenente lati B dai singoli dell'album.

## Tracce
1. Let's Get Rocked – 4:57 (Phil Collen, Joe Elliott, Mutt Lange, Rick Savage)
2. Heaven Is – 3:34 (Steve Clark, Phil Collen, Joe Elliott, Lange, Rick Savage)
3. Make Love Like a Man – 4:16 (Steve Clark, Phil Collen, Joe Elliott, Mutt Lange)
4. Tonight – 4:03 (Steve Clark, Phil Collen, Joe Elliott, Mutt Lange, Rick Savage)
5. White Lightning – 7:03 (Phil Collen, Joe Elliott, Mutt Lange, Rick Savage)
6. Stand Up (Kick Love into Motion) – 4:33 (Steve Clark, Phil Collen, Joe Elliott, Mutt Lange)
7. Personal Property – 4:21 (Phil Collen, Joe Elliott, Mutt Lange, Rick Savage)
8. Have You Ever Needed Someone So Bad – 5:24 (Phil Collen, Joe Elliott, Mutt Lange)
9. I Wanna Touch U – 3:38 (Rick Allen, Steve Clark, Phil Collen, Joe Elliott, Mutt Lange)
10. Tear It Down – 3:38 (Steve Clark, Phil Collen, Joe Elliott, Rick Savage)

Tracce bonus nell'edizione giapponese
1. Miss You in a Heartbeat (Electric Version) – 5:06 (Phil Collen)
2. She's Too Tough – 3:40 (Joe Elliott)

CD bonus nell'edizione deluxe
- In the Club in Your Face – Bonn 29/05/92

1. Hysteria – 7:18
2. Photograph – 4:44
3. Pour Some Sugar on Me – 5:09
4. Let's Get Rocked – 5:46

- Adrenalize B-Sides

1. You Can't Always Get What You Want – 7:43 – originariamente interpretata dai Rolling Stones
2. Little Wing (with Hothouse Flowers) – 3:40 – originariamente interpretata dai Jimi Hendrix Experience
3. Tonight (Version 2 - Demo Version) – 4:24
4. Now I'm Here (Live - Featuring Brian May) – 6:03
5. Two Steps Behind (Acoustic) – 4:11
6. Tonight (Acoustic - Sun Studios Version) – 4:16
7. Too Late for Love (Live) – 6:04
8. Women (Live) – 6:34

## Formazione
Gruppo
- Joe Elliott – voce
- Phil Collen – chitarra (eccetto traccia 4), rapping (traccia 3)
- Rick Savage – basso, chitarra acustica (traccia 4)
- Rick Allen – batteria

Altri musicisti
- Robert John "Mutt" Lange, John Sykes – cori
- Phil "Crash" Nicholas - tastiera (traccia 6)

Produzione
- Mike "Bat Ears" Shipley - produzione, ingegneria del suono, missaggio
- Def Leppard - produzione
- Pete Woodroffe - ingegneria del suono, programmazione
- Robert John "Mutt" Lange – produzione esecutiva
- Robert Scovill – ingegneria del suono (assistente)
- Bob Ludwig – mastering
- Andie Airfix – direzione artistica
- Pamela Springsteen – fotografia

## Classifiche

### Classifiche settimanali
| Classifica (1992) | Posizione massima |
| ----------------- | ----------------- |
| Australia         | 1                 |
| Austria           | 11                |
| Canada            | 1                 |
| Europa            | 6                 |
| Finlandia         | 1                 |
| Francia           | 18                |
| Germania          | 8                 |
| Italia            | 6                 |
| Norvegia          | 2                 |
| Nuova Zelanda     | 1                 |
| Paesi Bassi       | 27                |
| Regno Unito       | 1                 |
| Spagna            | 18                |
| Stati Uniti       | 1                 |
| Svezia            | 5                 |
| Svizzera          | 1                 |
| Ungheria          | 17                |

### Classifiche di fine anno
| Classifica (1992) | Posizione |
| ----------------- | --------- |
| Australia         | 24        |
| Austria           | 24        |
| Francia           | 53        |
| Germania          | 31        |
| Nuova Zelanda     | 28        |
| Regno Unito       | 40        |
| Stati Uniti       | 15        |
| Svizzera          | 7         |